# ライアン・ベイリー (陸上選手)
ライアン・ベイリー（Ryan Bailey、1989年4月13日 ‐ ）は、アメリカ合衆国・ポートランド出身の陸上競技選手。専門は短距離走の100m。2012年ロンドンオリンピック男子100mのファイナリスト（4位）である。

## 経歴

### 2008年
7月の世界ジュニア選手権（現・世界U20選手権）男子4×400mリレー予選でアメリカチーム（Marcus Boyd、Bryan Miller、ベイリー、クリスチャン・テイラー）の3走を務め、3分05秒25をマークしての決勝進出に貢献した。決勝でアメリカは3分03秒86をマークして優勝し、予選だけを走ったベイリーも金メダルを手にした。

### 2009年
5月に全米短期学生選手権（NJCAA選手権）に出場すると、男子100mは決勝で10秒07（+1.3）をマークし、アロンソ・エドワード（10秒09）を破り優勝した。男子200mは決勝でアロンソ・エドワード（20秒34）に敗れ、20秒47（-0.6）の2位に終わった。

### 2010年
2010年ダイヤモンドリーグ男子200mポイント対象最終レースとなった8月19日のヴェルトクラッセチューリッヒでは、20秒10の自己ベストをマークして3位に入った。この結果、2010年ダイヤモンドリーグの男子200mでポイントランキング3位に輝いた。同月29日のワールドチャレンジミーティングス・リエティ2010男子100m予選で9秒95（+1.1）をマークし、初めて10秒の壁を突破した。決勝では9秒88（+0.9）と記録を縮めたが、ネスタ・カーター（9秒78）に次ぐ2位に終わった。

### 2011年
ハムストリングスの負傷で6月の全米選手権を欠場した。

### 2012年
6月の全米選手権（兼オリンピックトライアル）男子100m決勝で9秒93（+1.8）をマーク。ジャスティン・ガトリン（9秒80）、タイソン・ゲイ（9秒86）に次ぐ3位に入り、マイク・ロジャース（9秒94）やダービス・パットン（9秒96）らに競り勝ちオリンピック代表に内定した。8月のロンドンオリンピックでシニア世界大会デビューを果たすと、男子100m予選を自己ベストタイおよびオリンピック予選最速記録となる9秒88（+1.5）で突破。準決勝もウサイン・ボルト（9秒87）に次ぐ9秒96（+1.0）の組2着で突破し、オリンピック初出場でいきなりファイナリストとなった。迎えた決勝では再び自己ベストタイの9秒88（+1.5）をマークするも、3位とは0秒09差の5位（当時）でメダルは逃した。男子4×100mリレーは決勝のみの出場になり、アメリカは1走トレル・キモンズ、2走ジャスティン・ガトリン、3走タイソン・ゲイ、4走ベイリーで決勝に臨んだ。決勝でアメリカは37秒04のアメリカ記録（当時）を樹立したものの、36秒84の世界記録を樹立したジャマイカに敗れ銀メダルに終わった。しかし、翌年にタイソン・ゲイのドーピングが発覚し、2015年5月にリレーメンバー全員のメダルが剥奪された。リレーの記録も抹消されたが、100mの順位は5位から4位に繰り上がった。8月17日のダイヤモンドリーグ・DNガラン男子100mを9秒93（+0.7）で制し、ダイヤモンドリーグ初勝利をあげた。

### 2013年
ハムストリングスの負傷で6月の全米選手権を欠場した。

### 2014年
6月の全米選手権男子100m決勝で10秒23（-1.7）をマークし、マイク・ロジャース（10秒09）に次ぐ2位に入った。

### 2015年
5月の世界リレー男子4×100mでアメリカチーム（マイク・ロジャース、ジャスティン・ガトリン、タイソン・ゲイ、ベイリー）のアンカーを務め、決勝では37秒38の大会記録を樹立しての優勝に貢献した。世界大会の4×100mリレーにおけるアメリカ男子チームの金メダル獲得は、2007年の大阪世界選手権以来8年ぶりだった。北京世界選手権アメリカ代表の座をかけて6月の全米選手権男子100mに出場するも、不正スタートで予選失格に終わった。

### 2016年
リオデジャネイロオリンピックアメリカ代表の座をかけて7月の全米選手権男子100mに出場するも、予選のレース中に左ハムストリングスを痛め10秒36（+3.8）で敗退した。2018年平昌オリンピック出場を目指してボブスレーに挑戦すると、9月21日の全米プッシュ選手権（National Push Championships）で優勝した。

### 2017年
1月に行われたボブスレーの大会のドーピング検査で興奮剤の陽性反応が出たため、2019年6月22日までの2年間の資格停止処分が下った。

## 自己ベスト
| 種目 | 記録   | 風速    | 年月日        | 場所         | 備考                     |
| 屋外 | 屋外   | 屋外    | 屋外          | 屋外         | 屋外                     |
| ---- | ------ | ------- | ------------- | ------------ | ------------------------ |
| 100m | 9秒88  | +0.9m/s | 2010年8月29日 | リエーティ   |                          |
| 100m | 9秒88  | +1.5m/s | 2012年8月4日  | ロンドン     | オリンピック予選最速記録 |
| 100m | 9秒88  | +1.5m/s | 2012年8月5日  | ロンドン     |                          |
| 200m | 20秒10 | +0.4m/s | 2010年8月19日 | チューリッヒ |                          |
| 室内 |        |         |               |              |                          |
| 60m  | 6秒50  |         | 2015年2月14日 | シアトル     |                          |
| 200m | 20秒86 |         | 2010年1月23日 | アルバカーキ |                          |

## 主要大会成績
備考欄の記録は当時のもの

### 国際大会
| 年   | 大会               | 場所             | 種目    | 結果     | 記録             | 備考                                             |
| ---- | ------------------ | ---------------- | ------- | -------- | ---------------- | ------------------------------------------------ |
| 2008 | 世界ジュニア選手権 | ブィドゴシュチュ | 4x400mR | 予選     | 3分05秒25（3走） | 決勝進出                                         |
| 2012 | オリンピック       | ロンドン         | 100m    | 4位      | 9秒88（+1.5）    | 自己ベストタイ 大会終了後に5位から順位繰り上がり |
| 2012 | オリンピック       | ロンドン         | 4x100mR | 2位 失格 | 37秒04（3走） DQ | アメリカ記録 ドーピング処分                      |
| 2015 | 世界リレー (en)    | ナッソー         | 4x100mR | 優勝     | 37秒38（4走）    | 大会記録                                         |

### ダイヤモンドリーグ
ダイヤモンドリーグの総合成績を記載。獲得ポイント欄の（　）内は出場したポイント対象レースの数を意味する。
| 年   | 種目 | 総合順位 | 獲得ポイント |
| ---- | ---- | -------- | ------------ |
| 2010 | 200m | 3位      | 4（3レース） |
| 2012 | 100m | 3位      | 6（2レース） |

優勝したダイヤモンドリーグ個人種目の成績を記載。金色の背景はポイント対象レースを意味する。
| 年   | 大会                 | 場所           | 種目 | 記録           | 備考                              |
| ---- | -------------------- | -------------- | ---- | -------------- | --------------------------------- |
| 2012 | DNガラン             | ストックホルム | 100m | 9秒93（+0.7）  |                                   |
| 2013 | アディダスグランプリ | ニューヨーク   | 100m | 10秒15（-0.8） | 大会終了後に2位から順位繰り上がり |